# Cegléd
Cegléd (in tedesco Zieglet) è una città di 38.315 abitanti situata nella contea di Pest, nell'Ungheria settentrionale.

## Amministrazione

### Gemellaggi
- Miercurea Ciuc, dal 1994[1]
- Gheorgheni
- Sfântu Gheorghe
- Vlăhița
- Odorheiu Secuiesc
- Mühldorf am Inn
- Plauen
- Vasvár